# Tramerčica
Tramerčica je nenaseljeni otočić uz zapadnu obalu Molata. Od obale Molata je udaljen oko 1,15 km.
Površina otoka je 157.8252, duljina obalne crte 1493 m, a visina oko 41 metar.